# Rugby a 15 nel 1910

## Attività internazionale
- La Francia, disputa per la prima volta un test match contro tutte e quattro le squadre delle isole britanniche. Si inizia a parlare di "5 nazioni"

### Tornei per nazioni
|  | Cinque Nazioni | Inghilterra |

## Test e Tour
- Gli “All blacks” si recano in tournée in Australia. Con due vittorie contro una mantengono la Bledisloe Cup
- Una selezione di Giocatori Maori di rugby, eredi del “Natives” che girarono l'europa del 1888-89, visitano  l'Australia in tournée.
- I British Lions  si recano in Sudafrica
- Un'altra selezione britannica, organizzata dall’Università di Oxford, va in tour in Sud America, vincendo il test-match con l'Argentina 3-28

## Barbarians
I Barbarians disputano i seguenti incontri:
| Penarth 25 marzo 1910 | Penarth RFC | 10 – 10 | Barbarians |  |

| Cardiff 26 marzo 1910 | Cardiff RFC | 5 – 16 | Barbarians | Arms Park |

| Swansea 28 marzo 1910 | Swansea RFC | 11 – 0 | Barbarians | (Saint Helen's) |

| Cheltenham 29 marzo 1910 | Cheltenham | 11 – 8 | Barbarians |  |

| Cardiff 26 dicembre 1910 | Cardiff RFC | 16 – 3 | Barbarians | Arms Park |

| Newport 27 dicembre 1910 | Newport RFC | 21 – 0 | Barbarians | (Rodney Parade) |

| Leicester 28 dicembre 1910 | Leicester Tigers | 29 – 3 | Barbarians | (Welford Road) |

## Campionati nazionali
| Argentina            | Camp. di Buenos Aires   | Belgrano Athletic Club      |
| Francia              | Campionato              | FC Lion                     |
| Inghilterra          | Campionato delle contee | Gloucestershire             |
| Nuovo Galles del Sud | Shute Shield            | Newtown                     |
| Nuova Zelanda        | Ranfurly Shield         | Auckland detentore dal 1905 |